# Ibrahim Abaj Kunanbajuli
Abaj (Ibrahim) Kunanbajuli (kazakul Абай (Ибраһим) Құнанбайұлы, vagy oroszosan Abaj (Ibragim) Kunanbajev (Ибраги́м Аба́й Кунанбаев) (Omszki terület, 1845. augusztus 10. – Szemipalatyinszki terület, 1904. július 6.) kazak költő, énekmondó, filozófus és műfordító. A kazak nép nemzeti öntudatát és önrendelkezését zászlajára tűző, a népi költők sorából kiemelkedő Ibiraj Altinszarin és Zsambil Zsabajuli (orosz: Dzsambul Dzsabajev) mellett a modern kazak irodalom és irodalmi nyelv megteremtője. Költeményeinek tartalmi és formai újításaival munkássága korszakalkotó a kazak irodalom történetében.

## Életútja
Kunanbaj és második felesége, Ulzsan gyermekeként született a Szariarka keleti peremvidékén. Szűkebb pátriája a mai Kelet-kazahsztáni terület Abaj kerületében található, amely 1854 után az akkor alakult – bár korábban kerületként már létezett – Szemipalatyinszki területhez tartozott. Születési neve Ibrahim Kunanbajuli volt. Az Abaj melléknév (’figyelmes, figyelmező’) gyermekkorában ragadt az elmés fiúra, amely élete végéig rajta is maradt és e néven vált ismertté. Néhány éven keresztül a neves imám, Ahmet Riza vezette medreszében tanult iszlám teológiát, majd tehetős apja beíratta egy szemipalatyinszki (ma Szemej) orosz iskolába. Itt ismerkedett meg Lermontov és Puskin írásaival.
A későbbiekben közeli ismeretséget kötött demokratikus eszméket valló, oda száműzött oroszokkal is, s e kapcsolatai gondolkodását és költői témavilágát egy életre meghatározták. Rövid ideig az orosz birodalmi adminisztrációban dolgozott, mint egy paraszti önkormányzat, ún. voloszty elöljárója (volosztnoj sztarsina). A felsőbb orosz hatóságok részéről megtapasztalt közigazgatási módszerek, valamint a helyi kazak hivatalnokok közönyössége egyaránt elvette kedvét a tisztviselői pályától, s harmincöt éves korától a verselésnek szentelte életét. A cári Oroszországgal szemben megfogalmazott haladó eszmék hangoztatásával élete során több ízben kitette magát a hatóság zaklatásainak.

## Munkássága
Abaj költészete a kazak énekmondók, az akinok rögtönzésen alapuló verselési hagyományaiból és a kazak népköltészetből merítkezett. Költeményeiben azonban elszakadt a hagyományos témáktól, s a sztyeppei nomád élet mindennapjai helyett az orosz fennhatósággal szembeállított kazak nemzeti haladást, az égető társadalmi, közművelődési és gazdasági kérdéseket állította versei középpontjába. Széles műveltséggel rendelkezett, eszmeiségét és költői irányvonalát keleti, orosz és nyugati gondolkodók, illetve költők munkái egyaránt alakították. Műveiben hitet tett amellett, hogy a kazak nép kulturális-gazdasági felemelkedésének útja az oktatás fejlesztésében, az írástudás elterjedésében és a jó erkölcsök megszilárdításában rejlik.
Költeményei szájhagyomány útján terjedtek. Noha mintegy százhetven verset írt, életében csupán néhányat publikált, főként a Дала уәлаятының газеті (A sztyeppei tartomány újságja) című, Akmolinszkban kiadott, kirgiz–kazak kétnyelvű folyóiratban. Összegyűjtött művei nyomtatásban csak halálát követően jelentek meg. 1918-ban adták ki Қара сөздері (Prózája; egyes idegen fordításokban ’Szavak könyve’) címmel költői és társadalmi hitvallását összegző filozófiai értekezéseit és verseit. Műveinek teljes kiadása 1940-ig váratott magára (Абай Құнанбайұлының шығармаларының; 'Abaj Kunanbajuli művei'). Magyarul csupán néhány verse jelent meg antológiában.
Elsőként fordította kazakra orosz és európai szerzők műveit, egyebek mellett Lermontov, Goethe, Byron verseit, Krilov verses állatmeséit és Puskin Anyegin című művét.

## Emlékezete

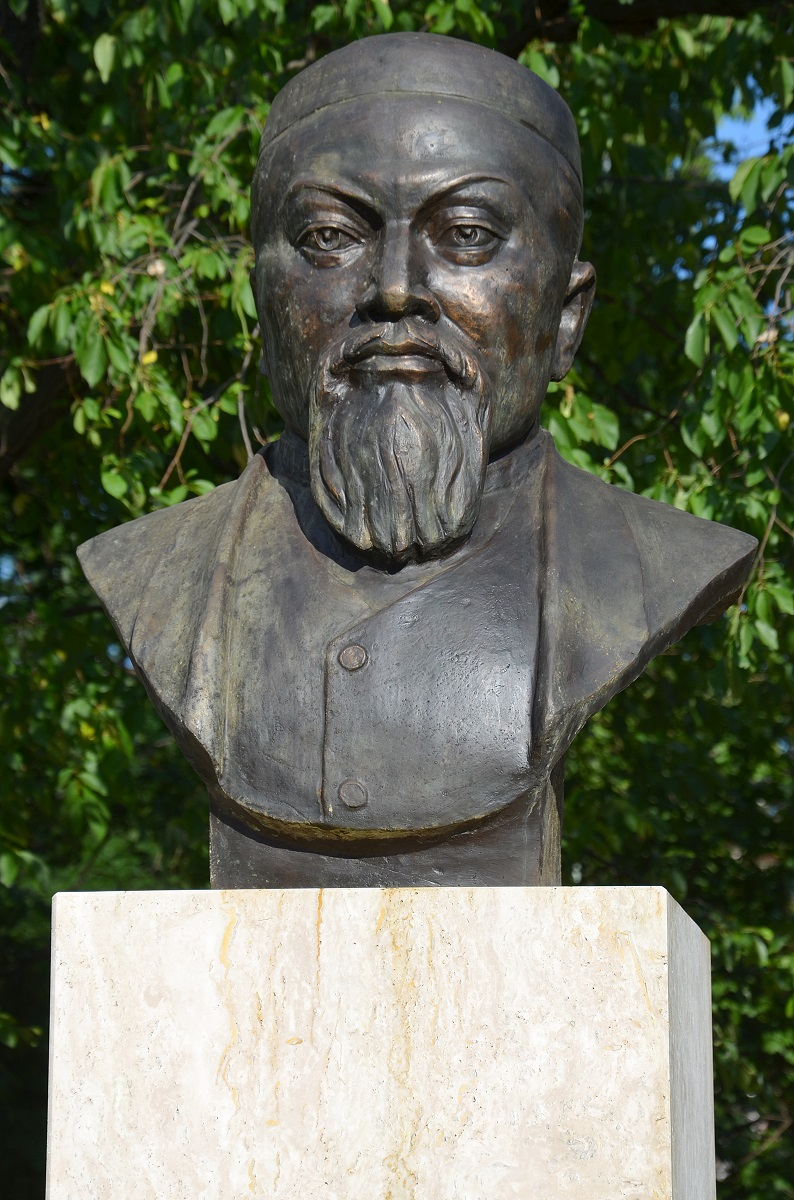
Abaj Kunanbajuli 2014-ben felavatott szobra a budapesti Városligetben

Abaj alakja a kazak nemzeti öntudatot felébresztő hősként él hazájában. Az 1917 és 1920 között fennállt Alas Autonómia kormánya, az Alas Orda spirituális vezetőjeként tisztelte őt. A kazak folklorista-író Muhtar Auezov fő műve, a több nyelvre lefordított és két részből álló történelmi regényfolyam középpontjába Abajt állította, egyúttal megörökítette a kazakok nomád életmódját is (Абай, 1942–1947; Абай жолы, ’Abaj útja’, 1952–1956). Az 1928-ban alapított alma-atai Kazak Állami Egyetem1935-ben, a közép-kazahsztáni Csurubaj-Nura bányászváros 1961-ben vette fel a nagy költő nevét. Életéről 1995-ben Abaj címmel film készült Ardak Amirkulov rendezésében. Hazájában és Moszkvában több köztéri szobor állít neki emléket.
2014 júniusában avatták fel Abaj mellszobrát a budapesti Városligetben.

## Fordítás
- Ez a szócikk részben vagy egészben  az   Abai Qunanbaiuli című angol Wikipédia-szócikk ezen változatának fordításán alapul.  Az eredeti cikk szerkesztőit annak laptörténete sorolja fel. Ez a jelzés csupán a megfogalmazás eredetét és a szerzői jogokat jelzi, nem szolgál a cikkben szereplő információk forrásmegjelöléseként.